# Moto Boy
Moto Boy, właściwie Oskar Humlebo (ur. 2 sierpnia 1980 w Färila) – szwedzki muzyk.
Muzyk obdarzony jest bardzo wysokim głosem. W 2007 roku brał udział w trasie koncertowej szwedzkiego zespołu The Ark, gdzie zastępował jednego z gitarzystów – Mikaela Jepsona. Jego pierwszy singel Blue Motorbike ukazał się 21 maja 2007, a na początku 2008 roku wyszła jego debiutancka płyta.
Jego partnerką jest Petra Fors, znana również jako Pikko. Obecnie mieszka w Malmö.